# Споменик Милошу Обреновићу у Београду
Споменик Милошу Обреновићу је споменик у Београду. Налази се у општини Савски венац.

## Опште карактеристике
Споменик је стациониран у Парку Гаврила Принципа, у улици кнеза Милоша, између Палате Министарства финансија Краљевине Југославије и зграде Савезног завода за статистику Републике Србије.
Одлуку о подизању споменика донео је извршни одбор Скупштине града Београда, 5. септембра 2003. године. Договорено је да се уради реплика споменика „Таковски устанак” аутора вајара Петра Убавкића.  Оригинални „Таковски устанак” је 1900. године припреман за светску изложбу у Паризу.
Споменик представља српског владара Милоша Обреновића и архимандрита Милентија приликом одлуке о дизању устанка. Реплику споменика који је постављен у Београду израдила је ливница „Станишић” из Новог Сада. Споменик је висок три метара, изливен је у бронзи, а налази се на каменом постаменту висине 1,5 метара. Постављен је и свечано откривен 26. септембра 2004. године.
На месту где се данас налази споменик Милошу Обреновићу, од 1963. до 1996. године налазио се споменик Борису Кидричу, југословенском и словеначком политичару, руководиоцу југословенског револуционарног покрета, учеснику Народноослободилачке борбе, председнику Привредног савета Владе ФНРЈ и члану Секретаријата Извршног комитета ЦК СКЈ, генералу-потпуковнику ЈНА у резерви, јунаку социјалистичког рада и народном хероју Југославије. Споменик Кидричу премештен је у Парк скулптура Музеја савремене уметности на Новом Београду.